# Trece (House M. D.)
La Dra. Remy Beauregard Hadley (personificada por Olivia Wilde), más conocida como Trece (o Thirteen en inglés), es un personaje de ficción de la serie de televisión House M. D.

## Significado del nombre
Es apodada Trece (Thirteen) porque al principio de la cuarta temporada hay muchos postulantes y House los llama por el número, ya que no se acuerda del nombre de todos. Cuando el número de postulantes es reducido, empieza a llamarles por sus características (judío, Big Love, etc.), pero al no encontrar ninguna en ella, la sigue llamando así, quedándose de forma definitiva incluso con sus compañeros de equipo.

## Biografía
La Dra. Hadley es médico internista. Su madre murió por padecer la Enfermedad de Huntington.
Ella se muestra como una persona caracterizada por esconder su vida privada. En el capítulo "97 Seconds", una vez que habían diagnosticado al paciente, Remy no controló la ingesta de los medicamentos del mismo, con lo que murió. A partir de ahí, la Dra. Hadley se volvió algo insegura con los pacientes, mostrando miedo por el error.
En el capítulo "You Don't Want to Know", Dr. House se percata de que ella esconde alguna enfermedad, al caerse de sus manos el historial de un paciente y reaccionando de una manera extraña. A partir de ese suceso, House le administra café con cafeína, cuando ella suele tomarlo sin cafeína, por lo que empieza a mostrar temblores en sus manos. Trece, al notar esos síntomas cree que ya se le había manifestado la enfermedad; sin embargo House, fiel a su curiosidad, le cuenta su estrategia para sacarle la información que deseaba. A pesar de esto, Remy no quiere saber si había heredado la enfermedad, bien porque no quiere saber la verdad y porque desea hacer cosas en el futuro.
La relación con House es bastante curiosa: Remy conoce todas las intenciones de House, algo que en cada capítulo se refleja en discusiones moralistas. House también la recrimina por su miedo a los pacientes y por no querer afrontar su posible padecimiento del Huntington.
Mantiene una tensa relación con Amber Volakis, que desde el principio de la cuarta temporada le acosa por esconder su vida privada. En el capítulo "Guardian Angels", crea una estratagema para asustar a Remy.
En el capítulo Games, es despedida para luego ser readmitida, siguiendo un plan de House.
Durante la serie, se dan muestras de cuál puede ser su orientación sexual, aunque finalmente en el capítulo 5 de la quinta temporada (“Lucky Thirteen”) se establece con claridad, es bisexual.
Es convencida por el Dr. Eric Foreman para entrar en unos ensayos, que harán él junto con otra compañera sobre la Enfermedad de Huntington (en el capítulo 9, “Last Resort”, de la quinta temporada) donde comienza a sentirse atraída por este, y finalmente termina besándose con él (en el capítulo 11 de la quinta temporada, “ Joy to the World”).
En el capítulo final de la sexta temporada de la serie, deja un misterioso papel sobre el escritorio del Dr House, en el que al parecer renuncia, interrogante evidenciado al esquivar las preguntas sobre el tema que le formula su colega y compañero Taub.
En el primer capítulo de la séptima temporada, "Trece" se excusa diciendo que va a Roma a un ensayo médico. Más tarde se descubre que es falso y no se sabe para qué pidió la licencia; aunque filtraciones revelan la posibilidad de que la doctora Hadley estuvo en realidad en prisión.
En la séptima temporada, en el capítulo The Dig (episodio 18), se comprueba que estuvo en la cárcel por hacerle una eutanasia a su hermano, que también padecía de la Enfermedad de Huntington, y fue encarcelada por seis meses. House le promete que también le hará eutanasia para evitarle sufrimiento.